# Theodor Krancke
Theodor Krancke (Magdeburg, 30 de març de 1893 - Wentorf 18 de juny de 1973) va ser un destacat marí alemany, almirall de la Kriegsmarine durant la Segona Guerra Mundial condecorat amb la Creu de Cavaller de la Creu de Ferro amb Fulles de Roure.

## Biografia
Theodor Krancke va néixer a Magdeburg el 1893 i es va unir a la Marina Imperial com a cadet a l'abril de 1912 servint en el veler "Victòria Louise". Va ser traslladat a l'Acadèmia Naval de Mürwick, especialitzant-se en tecnologia de torpedes i serví a les schnell-boots -llanxes torpedineres- durant la Primera Guerra Mundial, en la qual va ser condecorat amb la Creu de Ferro de Segona classe el 1915. El 1916 va aconseguir el grau de tinent de marina i el 1919 va obtenir la Creu de Ferro de Primera classe.
Durant el període d'entreguerres, va romandre al comandament de torpederes i dragamines, i després com a oficial torpeder al cuirassat SMS Schleswig-Holstein entre 1927 i 1929. El 1930 és ascendit a capità de corbeta i el 1937 obté el grau de capità de navili, exerceix com a director de l'Acadèmia Naval des de 1937 a 1939. Es casà amb Jute Thiele.
A inicis de la Segona Guerra Mundial, el 31 d'octubre de 1939 va assumir el comandament del cuirassat de butxaca Admiral Scheer el qual estava en drassanes en període de profundes modificacions i modernitzacions, mentre que servia a l'Estat Major de la Marina i planificà l'operació per a la invasió de Noruega i Dinamarca, on la Kriegsmarine va perdre a l'abril de 1940 10 destructors i un creuer a canvi de l'ocupació.
A l'octubre de 1939, Krancke va ser assignat per a realitzar operacions corsàries amb l'Admiral Scheer, on en el període de 5 mesos enfonsà 13 mercants, un creuer auxiliar -el HMS Jervis Bay - i va enviar a Bordeus, 3 mercants amb dotacions de presa. Operant des de l'Índic a l'Àrtic, Krancke va operar amb astúcia i sagacitat distraient per les seves accions a importants forces navals britàniques que intentaren donar-li caça. Va ser ascendit a contraalmirall i per les 115.195 tones de vaixells enfonsades és condecorat amb la Creu de Cavaller de la Creu de Ferro al febrer de 1941 i nomenat assessor naval d'Adolf Hitler.
L'abril del 1942 va ser ascendit a vicealmirall, en 1943 va obtenir els galons d'almirall i va ser nomenat comandant en cap de la flota occidental (Marinegruppenkommando) amb base a Brest, França, càrrec que ocupa fins a abril de 1945. Va ser assignat com a comandant en cap de les forces navals a Oslo, Noruega. El 1944 se li varen atorgar les fulles de roure a la seva Creu de Cavaller.
Va ser capturat pels anglesos a l'agost de 1945 i enviat com a presoner de guerra a un camp de presoners d'alta graduació a Gal·les. Va ser alliberat a l'octubre de 1947 sense càrrecs.
El 1956 va publicar el llibre "La singladura de el cuirassat Admiral Scheer". Va morir a Wentorf el 18 de juny de 1973 als 80 anys.

## Resum de la carrera

### Promocions
Seekadett- 1 d'abril de 1912
 Fähnrich zur See – 12 d'abril de 1913
 Leutnant zur See – 22 de març de 1915
 Oberleutnant zur See – 25 de desembre de 1917
 Kapitänleutnant – 1 de setembre de 1922
 Korvettenkapitän – 1 d'octubre de 1930
 Fregattenkapitän – 1 de novembre de 1935
 Kapitän zur See - 1 d'abril de 1937
 Konteradmiral – 1 d'abril de 1941
 Vizeadmiral – 1 d'abril de 1942
 Admiral – 1 de març de 1943

### Condecoracions
Creu de Ferro 1914 de 2a Classe
 Creu de Ferro 1914 de 1a Classe
 Creu de Frederic-August de 2a classe (Oldenburg)
 Medalla de l'1 d'octubre de 1938
 Creu d'Honor 1914-1918
 Creu d'Or dels 25 anys de servei
 Barra de 1939 a la Creu de Ferro 1914 de 2a Classe
 Barra de 1939 a la Creu de Ferro 1914 reu de Ferro 1914 de 2a Classe
 Creu de Cavaller de la Creu de Ferro amb Fulles de Roure
 Creu de Cavaller de la Creu de Ferro – 21 de febrer de 1941
 Fulles de Roure – 18 d'octubre de 1944 (614è)
Insígnia de la Flota de Guerra d'Alta Mar